# Afghanistan-Museum

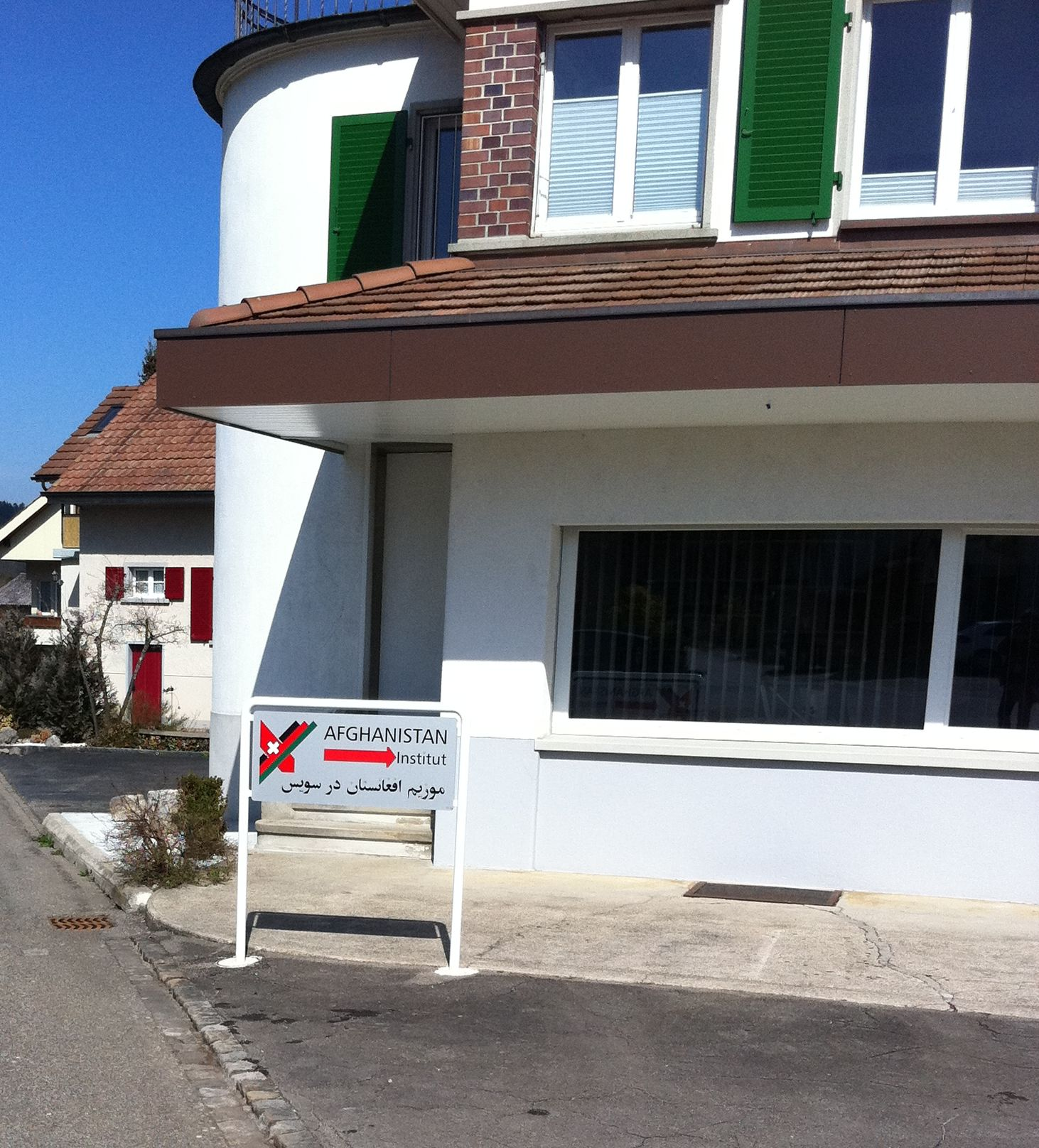
Afghanistan-Museum

Das Afghanistan-Museum im schweizerischen Ort Bubendorf war ein von 1999 bis 2006 bestehendes Museum, in dem Kulturgüter aus dem Nationalmuseum der afghanischen Hauptstadt Kabul vorübergehend aufbewahrt und ausgestellt wurden, um sie vor einer Zerstörung durch militärische Auseinandersetzungen zu schützen. Es entstand mit Zustimmung aller am afghanischen Bürgerkrieg beteiligten Konfliktparteien, insbesondere der Vereinigten Front und der Taliban, nachdem das Nationalmuseum in Kabul während des Bürgerkrieges mehrfach geplündert worden war. Die vorübergehende Einrichtung eines Museums zur sicheren Verwahrung von Kulturgütern aus einem anderen Land gilt als bisher weltweit einmaliges Projekt.

## Historische Informationen
Die Gründungsversammlung des Museums fand am 1. Mai 1999 statt, am 7. Oktober des folgenden Jahres wurde die Ausstellung für die Öffentlichkeit zugänglich. Die Gestaltung des Museumsgebäudes erfolgte durch ehrenamtliche Arbeit von Schweizer Bürgern und Exilafghanen, die Finanzierung der Kosten in Höhe von rund 1,5 Millionen Schweizer Franken durch Spenden. Das ebenfalls in Bubendorf ansässige Afghanistan-Institut war für die fachliche Betreuung des Museums zuständig.
Neben Ausstellungsstücken aus dem Nationalmuseum wurden im Afghanistan-Museum aufgrund von Spenden privater Geber auch andere Kunstschätze sowie Gegenstände aus dem Alltagsleben in Afghanistan gezeigt. Die auf zwei Etagen verteilte Ausstellung bestand aus 20 Vitrinen mit rund 1.400 Gegenständen. Ein Teil der Kulturgüter wurde darüber hinaus in einem für die Öffentlichkeit nicht zugänglichen Bergungsraum verwahrt.
Am 14. Oktober 2006 wurde das Museum nach einer Finissage geschlossen, da die afghanischen Behörden zwei Jahre zuvor um die Rückführung der Kulturgüter gebeten hatten und die Organisation der Vereinten Nationen für Erziehung, Wissenschaft und Kultur (UNESCO) dies nach einer Überprüfung der Sicherheitslage befürwortete. Der Rücktransport erfolgte im März 2007 mit Unterstützung der deutschen Luftwaffe. In der Zeit seines Bestehens war das Museum von rund 50.000 Menschen besucht worden.